# Partito Comunista Giapponese

Simbolo elettorale del Partito Comunista Giapponese

Il Partito Comunista Giapponese (日本共産党?, Nihon Kyōsan-tō) è un partito politico del Giappone fondato il 15 luglio 1922.
Esso ha come obiettivo politico una società basata sul socialismo e la difesa dei valori di democrazia e pacifismo. Il PCG non opta per una rivoluzione immediata, ma prima vorrebbe attuare una "rivoluzione democratica" all'interno del sistema capitalistico e una restaurazione della sovranità nazionale giapponese tramite l'annullamento del Trattato di mutua cooperazione e sicurezza tra Stati Uniti d'America e Giappone. Il PCG è inoltre fortemente contrario alle possibili rinascite del militarismo giapponese. Fino al 2004 nel suo programma ufficiale vi era l'abolizione della monarchia retta dall'imperatore.

## Storia
Il PCG nasce il 15 luglio 1922, sull'onda della rivoluzione d'Ottobre. L'illegalità e il III Congresso dell'Internazionale Comunista risultarono in un periodo di instabilità per il PCG, che si concluse nel 1926 con una sostanziale riorganizzazione incoraggiata dal Comintern. Per 23 anni è costretto ad operare in piena illegalità: è il solo partito che si oppone al regime imperiale, il solo che si oppone alle guerre che l'imperialismo giapponese conduce contro la Cina; che lotta per la liberazione di Taiwan e della Corea (colonie dell'imperialismo giapponese); che si oppone alla seconda guerra mondiale che vede il Giappone alleato della Germania nazista e dell'Italia di Mussolini. Con la fine della guerra e i conseguenti riassestamenti degli equilibri politici il PCG viene reso legale. I dirigenti del partito dichiararono il processo una «rivoluzione democratica» mondiale.
Gli attuali dirigenti comunisti giapponesi si ricollegano storicamente alla corrente interna al PCG che si oppose all'epoca alla linea maggioritaria, ispirata da Mosca e da Pechino, che mirava ad impegnare il partito giapponese ed altri partiti asiatici nella lotta armata contro l'occupazione statunitense. L'ostilità a quello che essi considerano l'“avventurismo” di quella linea e la volontà di “indipendenza” contro ogni tipo di interferenza esterna si imposero nei successivi congressi del 1958 e del 1961. Questi congressi sono tuttora considerati come il fondamento politico dell'attuale PCG. Il partito determina dunque la sua identità nel quadro di una strategia che si può assimilare ai principi della via democratica al socialismo (“rivoluzione della maggioranza”, “cambiamenti democratici nel quadro del capitalismo”). Durante il conflitto sino-sovietico, i due grandi si contesero l'influenza in Giappone. Il PCG denunciò le ingerenze e ruppe con il PCUS e il PCC rispettivamente nel 1964 e nel 1967.
In seguito denunciò l'URSS e segnatamente “l'occupazione delle isole Curili, l'ingerenza nel movimento progressista giapponese, l'invasione della Cecoslovacchia”, e condannò egualmente la rivoluzione culturale cinese. Quando apparve il movimento “eurocomunista” si parlò di talune affinità con esso, anche se gli sviluppi successivi ne hanno piuttosto evidenziato le differenze: l'eurocomunismo italiano, la maggioranza di quello spagnolo, buona parte di quello francese è approdato alla socialdemocrazia, mentre il PCG ha mantenuto e rinnovato la sua identità comunista (pur essendo ancora di idee simpatizzanti per la socialdemocrazia) e oggi ha rafforzato le sue relazioni con i comunisti asiatici (soprattutto cinesi, vietnamiti, indiani).

## Organizzazione

### Organizzazione interna

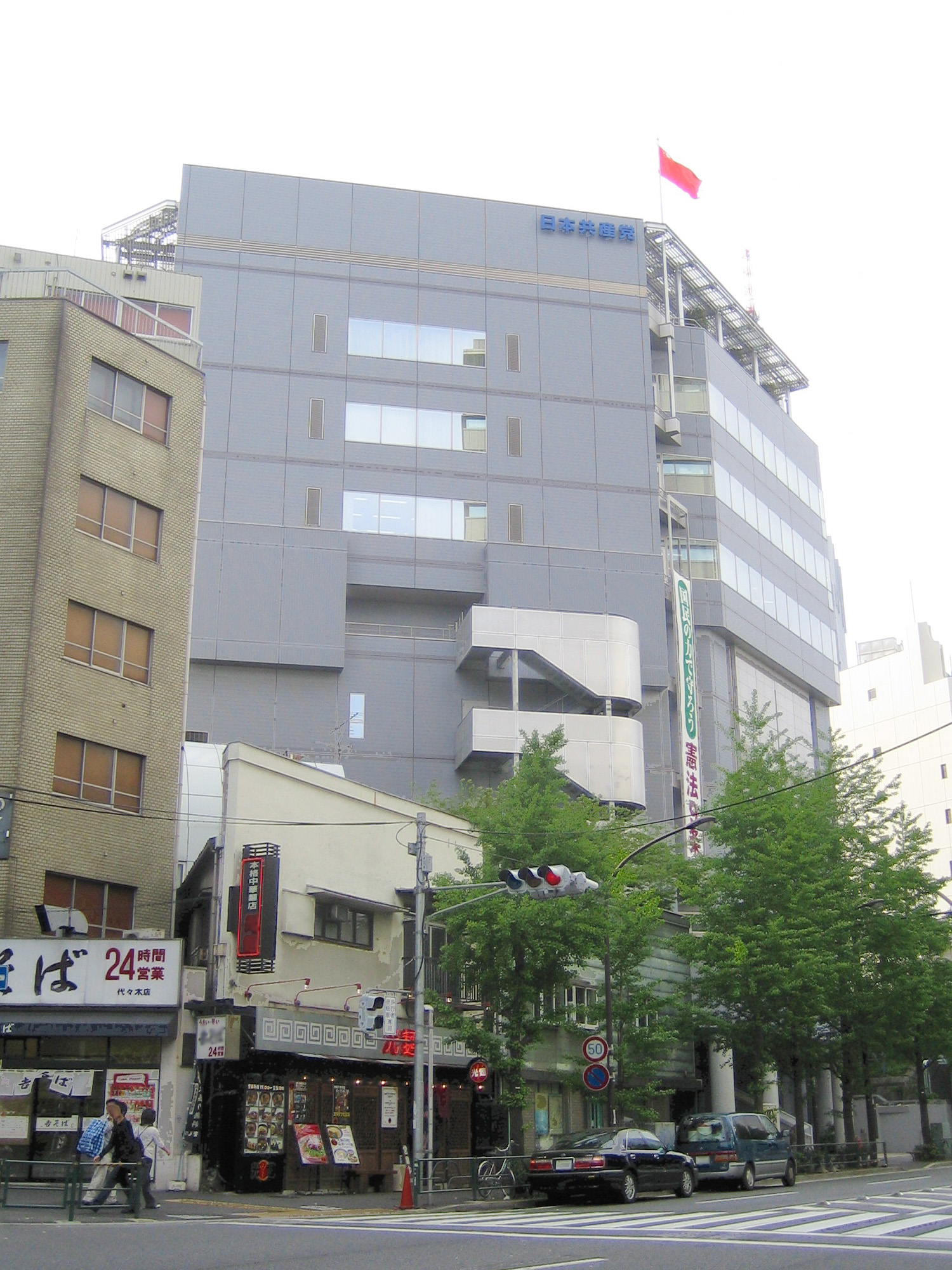
La sede del Partito Comunista Giapponese

Il Partito Comunista Giapponese è strutturato in modo da avere una presenza capillare sull'intero territorio nipponico. A capo del partito vi è un Comitato Centrale con sede a Tokyo. Compito dell'organo massimo del comunismo giapponese è quello di decretare i nuovi punti cardine dell'azione del partito nel Paese. Il Comitato Centrale inoltre indice nuovi congressi di partito ogni due o tre anni. Organi inferiori (ma non meno importanti) sono i Comitati di Prefetto e i Comitati Distrettuali. Questi ultimi hanno il compito di indire convegni e di diffondere gli ideali comunisti tra i giovani.

### Diffusione
Il PCG è uno dei partiti comunisti più grandi del mondo, con circa 400.000 iscritti. A differenza di molti altri partiti comunisti, questo partito non ha attraversato una crisi interna in seguito al crollo dell'Unione Sovietica. I risultati elettorali sono stati comunque a lungo in calo: nel 2000 raccolse l'11,3% dei voti, nel 2003 l'8% e nel 2005 il 7,3%, mentre per il 2007 si registra una timida ripresa al 7,5%, con però un forte recupero nel 2014 quando ha registrato l'11,37% dei voti.
Dal 2000 al 2024 il presidente del PCG è stato Kazuo Shii, sostituito da Tomoko Tamura, prima donna leader del partito. Il segretario generale è Akira Koike.
Nelle istituzioni, il PCG conta 14 affiliati nella Camera dei consiglieri e 21 esponenti nella Camera dei rappresentanti.

## Posizioni politiche

### L'impianto programmatico
Il PCG indica la prospettiva di una società fondata sul socialismo, la democrazia e la pace, in opposizione ad ogni forma di militarismo. Esso propone di perseguire questi obbiettivi nell'ambito di una società che si presume resterà per un tempo non breve una società capitalistica, innanzitutto lottando contro “l'imperialismo e il suo principale e subordinato alleato in Giappone: il capitale monopolistico”. A breve e medio termine l'obbiettivo non è dunque una rivoluzione socialista, bensì una “rivoluzione democratica” a tappe, “con un avanzamento un passo alla volta”, per ottenere “mutamenti politici ed economici” ed “il pieno conseguimento della sovranità nazionale del Giappone”, che oggi è violata dall'alleanza politico-militare con gli Stati Uniti d'America e la presenza di oltre 130 basi militari statunitensi sul territorio nazionale. Il PCG chiede sia lo smantellamento di tutte le basi (in particolare di quella nell'isola di Okinawa che è la più grande degli Stati Uniti d'America in tutta l'Asia), sia l'abrogazione del Trattato di Sicurezza Giappone-Stati Uniti d'America, di cui nel 2010 è ricorso il 50º anniversario della revisione.
Questi ed altri argomenti hanno caratterizzato il dibattito del 25º Congresso, tenutosi dal 13 al 16 gennaio 2010 nella prefettura di Shizuoka della città di Atami. Il PCG ritiene che ogni mutamento può essere realizzato solo quando esso è maturo nella coscienza del popolo e se ne creano i presupposti oggettivi e soggettivi. Si esprime qui una strategia di “rivoluzione della maggioranza” per cui ogni stadio dello sviluppo sociale può essere realizzato solo quando esso è condiviso e sostenuto dalla maggioranza del popolo. Per questo motivo nella relazione di apertura dei lavori congressuali, il presidente Kazuo Shii ha spiegato che il partito non deve imporre il proprio punto di vista al popolo, ma partire dalle sue richieste e ricercare con esso nuove strade e nuove politiche. Il PCG chiede che il Giappone divenga un Paese neutrale e non allineato. Prospetta uno smantellamento generale di tutte le armi nucleari nel mondo e si oppone ad ogni tipo di “blocco militare”.
Enfatizza il ruolo internazionale congiunto - sulla base di questi principi - di una “diplomazia congiunta dei paesi asiatici” e si oppone ad una concezione della diplomazia giapponese imperniata sui G8 e sull'asse preferenziale con gli Stati Uniti d'America. Il partito prospetta soluzioni politiche (non militari) di ogni controversia internazionale, sulla base della carta delle Nazioni Unite; sostiene una linea di dialogo e coesistenza pacifica tra Paesi con diversi sistemi sociali e tra civiltà con differenti culture e valori. Fin da prima della seconda guerra mondiale, si è sempre opposto all'esistenza della Casa Imperiale; oggi accetta l'idea che l'Imperatore sia considerato emblematicamente il capo dello Stato, a condizione che configuri un ruolo puramente simbolico, e dichiara che non ne chiederà l'abdicazione qualora giungesse al potere. Viceversa il PCG si oppone alla bandiera e all'inno nazionale in vigore, che considera come simboli del passato militarista del Giappone.
Il PCG rivendica la sovranità del Giappone sulle Isole Kurili, Habomai e Shikota; la qual cosa è motivo storico di controversia del Giappone, prima con l'Urss, oggi con la Russia. In campo economico, chiede il mutamento di una politica oggi asservita alle grandi corporazioni e banche, per una linea che “difenda gli interessi del popolo”, che definisca “regole democratiche” che limitino il potere delle corporazioni e “protegga la vita e i diritti basilari della popolazione”. In campo internazionale, chiede un nuovo ordine economico democratico, sulla base del rispetto della sovranità economica di ogni Paese. E ciò tramite una “regolamentazione democratica internazionale delle attività delle società transnazionali e del capitale finanziario” e la protezione dell'equilibro ecologico del pianeta. Il PCG si oppone al terrorismo internazionale e chiede che ciò sia fatto “isolando le forze del terrore con una forte solidarietà internazionale centrata sulle Nazioni Unite”. Mentre ritiene che “una risposta di guerra al terrorismo produca divisioni e contraddizioni nella solidarietà internazionale, ed espanda, invece di limitare, il brodo di coltura del terrorismo”.

### Il ruolo del PCG nella politica nazionale
Il PCG è di fatto l'unica forza politica di opposizione di sinistra nel Paese, dopo il dissolvimento del Partito Socialista e l'integrazione del poco che ne rimane nell'area di centro-sinistra egemonizzata dal PD. Il PCG nutre ambizioni governative a medio termine, che traduce nella proposta di una “coalizione democratica” destinata a realizzare progressi in campo sociale e democratico e ad opporsi “all'imperialismo USA e ai monopoli giapponesi”. Obiettivo che esso si propone di realizzare nella prima parte del XXI secolo, con una maggioranza parlamentare. Esso combatte il capitalismo giapponese, che definisce “senza regole”, denuncia la sua totale subalternità agli interessi delle grandi imprese, non solo a detrimento dei salariati, ma anche delle piccole e medie imprese, dei subappaltatori, dei commercianti, che sono alla mercé delle decisioni dei giganti dell'economia giapponese. Esso denuncia inoltre la disoccupazione, per contrastare la quale propone la riduzione dell'orario di lavoro e il divieto delle ore straordinarie non retribuite. Il PCG si prepara a una partecipazione al governo in questo inizio secolo e questo l'ha spinto a decidere alcuni “adattamenti” di programma. Uno di questi riguarda la proposta di un “progressivo smantellamento delle Forze di autodifesa giapponese”. La discussione è stata provocata dal termine “progressivo”.
Come conseguenza della sua sconfitta nel 1945, il Giappone non ha il diritto di disporre di vere e proprie forze armate (art. 9 della Costituzione) - oggi peraltro rimesso in discussione dai gruppi dominanti del Paese - e ha cercato di aggirare questo divieto con la creazione delle Forze di autodifesa. Il PCG assegna a questo articolo della Costituzione, frutto della vittoria contro il suo proprio imperialismo, un'importanza primordiale. Esso reclama lo scioglimento di queste forze per incostituzionalità, ma anche perché le considera subordinate agli USA e destinate ad operazioni esterne. È importante però specificare come questa propensione del PCG per la partecipazione al governo del Paese non abbia affatto la stessa matrice politica, culturale ed ideologica di quei partiti che, partendo dall'eurocomunismo, sono approdati poi a derive socialdemocratiche o socialiste di sinistra. Per questi, infatti, il tema del governo rappresenta l'unico fine vero dell'azione politica, avendo ormai abdicato il tema della trasformazione sociale ed alla costruzione di una società socialista. E questo perché il PCG ritiene che suo compito in questa fase sia quello di orientare il Paese verso una politica più democratica e di effettiva libertà. Non un'uscita dal sistema, quindi, ma lavorare perché il Giappone diventi un Paese libero dalle schiavitù militari dell'imperialismo statunitense, demilitarizzato e che lavori perché il mondo sia libero dalla minaccia nucleare a dalle guerre.
Contemporaneamente, il compito di questa “ultima tappa” della fase capitalistica, deve essere quello di costruire un Paese effettivamente democratico dove vengano regolati gli attuali rapporti sociali tra capitale e lavoro, riequilibrandoli a favore di quest'ultimo e contestualmente incrementare il controllo sociale sulle attività dei grandi monopoli industriali. Ecco perché questi aspetti costituiscono i due pilastri programmatici del PCG per un governo di “coalizione democratica” che non può non avere come obiettivo quello di porre fine alle “due aberrazioni” oggi presenti (la servitù nei confronti degli Stati Uniti e l'assenza di regole in economia). Solo così si porranno le basi per un salto in direzione di una razionalità sociale superiore, che è la “società socialista/comunista”. Per queste ragioni, il PCG fa riferimento alla “politica di transizione verso il socialismo” con esplicito riferimento alla NEP e a Lenin per la costruzione di una fase superiore dello sviluppo capitalistico che associ al capitalismo monopolistico di stato il controllo sociale. Non ancora il socialismo, quindi, ma una fase di riforme di struttura dove la classe operaia ha un peso determinante, ma fa un compromesso con le forze dominanti con l'obiettivo della piena indipendenza nazionale.
Conseguentemente, le battaglie di massa che vedono protagonisti i comunisti giapponesi sono, da un lato, la lotta contro la presenza militare statunitense nell'arcipelago giapponese e, dall'altro, la battaglia in difesa del lavoro e per imporre “regole” al capitalismo perché incapace di socializzare l'enorme potenziale produttivo di cui pure dispone.

### L'attività internazionale e il dibattito teorico
Nell'ultimo decennio il PCG ha considerevolmente accresciuto la sua attività internazionale. Il fatto più rilevante è il solenne ristabilimento dei rapporti con il PC cinese avvenuto nel giugno 1998, e il successivo moltiplicarsi dei legami fra i due partiti. Questo riavvicinamento è legato all'attenzione politica e teorica del PCG per il socialismo. Esso accorda una grande “importanza al fatto che un quarto della popolazione mondiale vive in Paesi che hanno rotto con il capitalismo”. I comunisti giapponesi sono prudenti sulla caratterizzazione di questi regimi “socialisti”, li collocano in un processo di transizione, ma “non condividono il punto di vista secondo cui l'introduzione dell'economia di mercato in Cina e in Vietnam significa un ritorno al capitalismo”. Il PCG si definisce come “il partito della classe operaia e del popolo giapponese”; “considera il socialismo scientifico come il suo fondamento teorico, (…) suo principio organizzativo è il centralismo democratico”.
Costante è il riferimento teorico - non scolastico - al pensiero di Lenin. “Sicuro di un avvenire socialista e della sua bandiera”, il PCG confida nel fatto che “l'Asia diventerà una regione molto importante per la causa del progresso sociale nel XXI secolo e per l'avanzata verso il socialismo”. Avendo subito pesanti intromissioni negli affari interni, il PCG si è mostrato, in passato, ostile verso l'“egemonismo” dell'Unione Sovietica. Ma non per questo ha avuto un approccio sprezzante nei confronti dell'Ottobre sovietico, primo grande tentativo di costruzione di un paese socialista attraverso un percorso “per prove ed errori”. La normalizzazione delle relazioni con i sovietici è venuta soltanto il 24 dicembre 1979: tre giorni prima dell'intervento in Afghanistan, che suscitò la collera dei giapponesi ed il ritorno alla situazione precedente. Nonostante una schiarita nel 1985, il PCG si lamentò ancora di nuovi tentativi di ingerenza da parte del partito sovietico in piena perestrojka. Nel 1991 contestò Gorbačëv, El'cin e i “conservatori”, riponendo le sue speranze nel “ricorso al socialismo scientifico per aprire una via progressista che servirà gli interessi del popolo”. Quando il regime sovietico è scomparso e il PCUS è stato sciolto, il PC giapponese se ne è apertamente rallegrato. Senza rinnegare le sue posizioni, ma con un tono differente, il PCG ha avviato negli ultimi anni, in modo risoluto, un riavvicinamento con questi stessi partiti.
Nel giugno 1998 il ristabilimento delle relazioni con il PC cinese ha assunto la forma di una vera riconciliazione, con il riconoscimento da parte dei cinesi dei loro torti. Il comunicato finale affermava; “La parte cinese ha compiuto un serio esame ed una rettifica relativamente al fatto che nelle relazioni bilaterali con il PCG la parte cinese, influenzata dal clima internazionale degli anni 1960, della Grande rivoluzione culturale in Cina e da altre, ha preso delle misure che erano incompatibili con i quattro principi che regolano le relazioni da partito a partito, in particolare il principio della sua ingerenza negli affari interni di ciascuno. La parte giapponese ha apprezzato l'atteggiamento sincero della parte cinese. Le due parti riconoscono che, grazie a questi colloqui, la questione storica che è esistita fra i due partiti è stata fondamentalmente risolta e si sono accordate per normalizzare le relazioni PCG-PCC”. Oggi le relazioni del PCG coi comunisti cinesi sono assai intense e si registra una forte affinità. I dirigenti del PCG si incontrano regolarmente con il vertice del PCC e vengono invitati ripetutamente a tenere relazioni sulle problematiche del socialismo nel XXI secolo all'Accademia delle Scienze di Pechino e alla scuola centrale di partito del PCC. Nel novembre 2000 l'allacciamento di rapporti con il Partito Comunista della Federazione Russa, avviato all'inizio dell'anno, ha condotto alla prima partecipazione di quest'ultimo ad un congresso del PCG.
Poco dopo, l'invito reciproco del partito giapponese a Mosca è stato da quest'ultimo fortemente sottolineato. Questa recente evoluzione del consolidamento dei legami del PCG con i partiti comunisti del mondo intero e la sua scelta per il socialismo per il XXI secolo indicano chiaramente un orientamento diverso dalla evoluzione di altre formazioni scaturite dalla tradizione comunista, che cercano al contrario di interrompere o allentare questi legami. La specificità politica dei comunisti giapponesi permette di valutarne meglio le ripercussioni. Tenuto conto del peso del Giappone nel mondo, della sua collocazione geopolitica nel cuore dell'Asia e della vicinanza con Paesi tanto diversi e decisivi come la Cina, la Russia e l'India, l'influenza del PCG e la sua evoluzione non possono sfuggire ad un'approfondita analisi politica. Abbiamo già detto - e ribadiamo - che la particolarità dei comunisti giapponesi confuta di per sé la tesi di numerosi ideologi sul carattere ineluttabile del declino dei PC, a cominciare da quelli dei Paesi sviluppati. Provenendo da un Paese asiatico, questo dato obbliga i comunisti europei, occidentali e nordamericani a tenerne conto nelle loro riflessioni.

## Organizzazioni affiliate
- L'ala giovanile del JCP è la Lega della Gioventù Democratica del Giappone.
- Il gruppo musicale ufficiale del JCP è il Coro di JCP-fans, fondato nel 2011 dagli attivisti de La voce canora del Giappone.

## Capi del Partito

### Segretari capo degli affari generali
- Kanson Arahata: 5 luglio 1922 - 1923
- Toshihiko Sakai: 1923-1923

### Segretari generali
- Kyūichi Tokuda: 3 dicembre 1945 - 14 ottobre 1953
- Sanzō Nosaka: 14 ottobre 1953 - 1º agosto 1958
- Kenji Miyamoto: 1º agosto 1958 - 7 luglio 1970

### Presidenti
- Kenji Miyamoto: 7 luglio 1970 - 31 luglio 1982
- Tetsuzo Fuwa: 31 luglio 1982 - 29 novembre 1987
- Hiromu Murakami: 29 novembre 1987 - 29 maggio 1989
- Tetsuzo Fuwa: 29 maggio 1989 - 24 novembre 2000
- Kazuo Shii: 24 novembre 2000 - 18 gennaio 2024
- Tomoko Tamura: 18 gennaio 2024[1] - in carica

## Elezioni

### L'influenza elettorale
Negli anni sessanta il PCG registra una crescita elettorale costante fino al 1970 (10,8%); poi una fase lenta di leggere flessioni, che lo conducono al 7,7% del 1993. Fino a questa data, sia pure con variazioni più o meno pronunciate, il livello elettorale dei comunisti giapponesi non è molto distante dalla media europea ed occidentale. Ciò che in seguito lo distingue è l'impennata dell'ottobre 1996 (13,1% con 7 260 000 voti), ottenuta sulle macerie di un Partito Socialista che, screditato dal suo passaggio al governo, crolla dal 30% del 1990 al 6% del 1996. Questo risultato dei comunisti viene confermato da un'avanzata spettacolare a Tokyo, con il 21,3% ed il raddoppio dei seggi, e nelle senatoriali del 1998 (8,2 milioni di voti e 14,6%). Una parte del voto in uscita dal consenso socialista rientrerà gli anni successivi nell'ambito del centro-sinistra e della dinamica bipolare del “voto utile”, così che la posizione del PCG si attesta cinque anni dopo (25 giugno 2000) sui 6 719 000 voti nello scrutinio proporzionale (11,25%).
Gli anni successivi vedono un'ulteriore evoluzione in senso bipolare della vita politica giapponese (così come nella più parte delle società capitalistiche occidentali sviluppate) e ciò contribuisce ad un'ulteriore flessione elettorale del PCG: 8% nel 2003; 7,3% nel 2005; 7,5% nel 2007; 7.03% nel 2009. Ciò non si accompagna ad una diminuzione degli iscritti, anzi il loro numero è in crescita: erano 360 000 nel 1999 (all'indomani dell'exploit elettorale e del suo massimo storico); 386 000 nel 2000; con una stabilizzazione sui 400 000 negli ultimi anni e ancora oggi. Il PCG elegge più donne nelle istituzioni di ogni altro partito giapponese.

### Risultati elettorali
| Elezione | Maggioritario | Maggioritario | Proporzionale | Proporzionale | Seggi    |
| Elezione | Voti          | %             | Voti          | %             | Seggi    |
| -------- | ------------- | ------------- | ------------- | ------------- | -------- |
| 1946     |               |               |               |               | 6 / 464  |
| 1947     |               |               |               |               | 4 / 466  |
| 1949     |               |               |               |               | 35 / 466 |
| 1952     |               |               |               |               | 0 / 466  |
| 1953     |               |               |               |               | 1 / 466  |
| 1955     |               |               |               |               | 2 / 467  |
| 1958     |               |               |               |               | 1 / 467  |
| 1960     |               |               |               |               | 3 / 467  |
| 1963     |               |               |               |               | 5 / 467  |
| 1967     |               |               |               |               | 5 / 486  |
| 1969     |               |               |               |               | 14 / 486 |
| 1972     |               |               |               |               | 38 / 491 |
| 1976     |               |               |               |               | 17 / 511 |
| 1979     |               |               |               |               | 39 / 511 |
| 1980     |               |               |               |               | 29 / 511 |
| 1983     |               |               |               |               | 26 / 511 |
| 1986     |               |               |               |               | 26 / 512 |
| 1990     |               |               |               |               | 16 / 512 |
| 1993     |               |               |               |               | 15 / 511 |
| 1996     |               |               |               |               | 26 / 500 |
| 2000     |               |               |               |               | 20 / 480 |
| 2003     |               |               |               |               | 9 / 480  |
| 2005     |               |               |               |               | 9 / 180  |
| 2009     | 2.978.354     | 4,22          | 4.943.886     | 7,03          | 9 / 475  |
| 2012     | 7.040.130     | 5,01          | 3.423.915     | 5,72          | 9 / 475  |
| 2014     | 7.040.130     | 13,30         | 6.062.962     | 11,37         | 21 / 475 |
| 2017     | 4.998.932     | 9,02          | 4.404.081     | 7,90          | 12 / 475 |
| 2021     | 4.166.076     | 7,25          | 2.650.591     | 4,61          | 10 / 465 |